# Diatraea andina
Diatraea andina là một loài bướm đêm trong họ Crambidae.